# Господарське товариство
Господа́рське товари́ство — юридична особа, статутний (складений) капітал якої поділений на частки між учасниками.
Господарськими товариствами визнаються підприємства, установи, організації, створені на засадах угоди юридичними особами та/або громадянами шляхом об'єднання їх майна і участі в підприємницькій діяльності товариства з метою отримання прибутку. Засновниками й учасниками товариства можуть бути суб'єкти господарювання, інші учасники господарських відносин, зазначені у статті 2 Господарського кодексу України,⁣ а також громадяни, які не є суб'єктами господарювання. Поняття і види господарських товариств, правила їх створення, діяльності, а також права і обов'язки їх учасників та засновників, визначаються Законом України "Про господарські товариства". Водночас наведений закон на тепер чинний лише щодо повних та командитних товариств.
До господарських товариств належать:
- Акціонерні товариства[3]
- Товариства з обмеженою відповідальністю
- Товариства з додатковою відповідальністю
- Повні товариства
- Командитні товариства